# Kostel svatého Vavřince (Hrotovice)
Kostel svatého Vavřince je farní kostel římskokatolické farnosti Hrotovice, nachází se v Zákostelní ulici jižně od náměstí 8. května v centru města Hrotovice. Kostel je jednolodní stavbou s románským jádrem a pozdějším složitým stavebním vývojem, kostel je v současné podobě primárně v barokním slohu. Součástí kostela je pravoúhlé kněžiště a hranolová věž. Kostel je chráněn jako kulturní památka České republiky.

## Historie

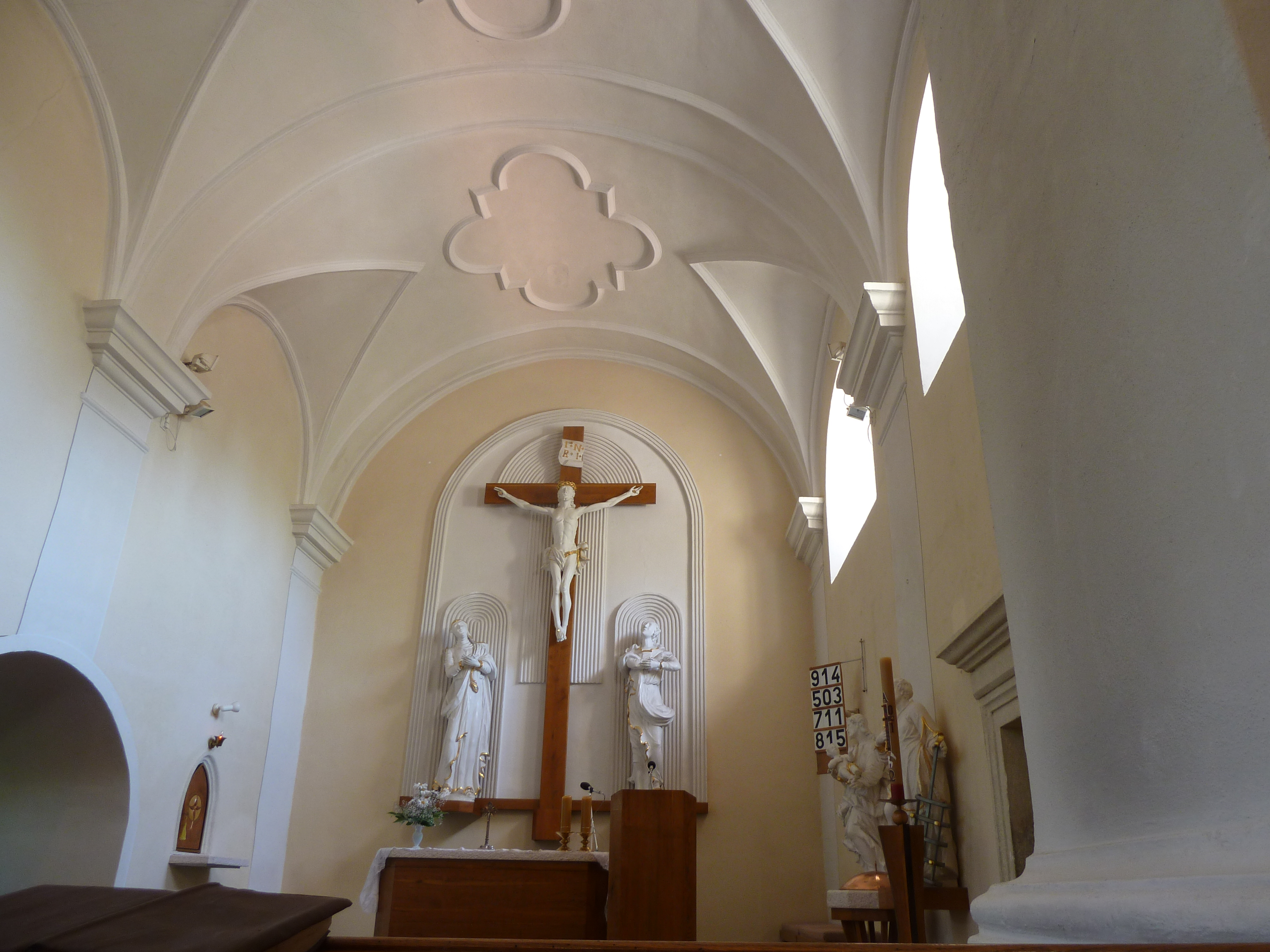
Interiér kostela

Kostel byl založen již dávno, první písemná zmínka pochází z roku 1263. Stojí na místě hřbitova používaného až do roku 1820 a původně spadal pod rytířský řád křižovníků s červenou hvězdou. V polovině 14. století byl přestavěn do gotické podoby. Od roku 1503 však kostel patřil pod farnost v Krhově, kdy tam byl přiřazen majitelem města Hrotovice – Sigmundem z Doubravice-Osova, později byl kostel opuštěn, místní občané docházeli do kostela svatého Petra a Pavla v Dalešicích na protestantské mše. V roce 1600 pak kostel vyhořel a až v roce 1629 byl opět obsazen katolickým farářem. V roce 1660 byl do kostela umístěn náhrobní kámen majitele města Jiřího Widmera,a  po tomto roce opět vyhořel. 
V roce 1700 byla postavena nová věž, o dva roky později byl pořízen nový zvon. V roce 1772 pukl menší zvon v kostele, ten byl obnoven až v roce 1808, jeho součástí byly 4 obrázky, obraz svatého Floriána, svatého Mikuláše, svatého Lukáš a svatého Donáta. V roce 1828 byl zvon z roku 1702 roztaven a znovu vytvořen, v roce 1825 mu totiž při požáru věže puklo srdce, věž shořela a již nebyla v původní podobě obnovena. Dalším majitelem města byl hrabě Hubert z Mamoncouru, v roce 1830 nechal opravit kostelní varhany a v roce 1835 pak nechal kostel rekonstruovat. Byl změněn ráz stavby, byla přistavěna kostelní klenba, byl zakoupen kalich, monstrance, ciborium a věčné světlo. V roce 1843 pak byl kostel vykraden a hrabě všechny vykradené věci znovu zakoupil. 
Město Hrotovice v roce 1877 zakoupilo pro kostel novou kazatelnu, nový hlavní oltář a pořídila nové lavice, o pět let později byl městem zakoupen nový menší zvon. V roce 1888 pak byl kostel vymalován a byly také obnoveny venkovní omítky. V roce 1912 po získání financí na vznik farnosti v Hrotovicích byla farnost založena, prvním farářem měl být Tomáš Sec. Roku 1930 byl kostel rekonstruován, upraven byl i v roce 1969, kdy bylo instalováno topení v interiéru kostela. Později v letech 1973 a 1974 byl kostel opět rekonstruován a opraven a v roce 1976 propukl požár a shořela střecha přilehlé fary.
V roce 1977 byl pořízen nový zvon svatého Vavřince a o rok později byla přistavěna křížová cesta. Po roce 1994 byla rekonstruována střecha kostela a také došlo k několika dalším opravám a v roce 2008 došlo k rekonstrukci omítek věže, o rok později pak k rekonstrukci omítek stavby kostela.